# Edith Ronne
Edith "Jackie" Ronne (Baltimore, Maryland, 13 d'octubre de 1919 – Bethesda, Maryland, 14 de juny de 2009) va ser una exploradora nord-americana de l'Antàrtida i la primera dona en el món a ser membre activa d'una expedició antàrtica (1947/48). La Barrera de gel Filchner-Ronne porta el seu nom.

## Biografia
Edith Ann Maslin va passar els seus primers dos anys universitaris a la Universitat de Wooster, Ohio, i es va llicenciar en Història per la Universitat George Washington. Després de la universitat, va treballar en el Ministeri d'Afers exteriors dels EE.UU, per al qual va estar cinc anys prestant servei en càrrecs laborals diferents, des d'encarregada de l'arxiu a especialista en Informació Internacional en el Departament de Cultura sobre el Pròxim Orient i l'Orient Llunyà.
Va contreure matrimoni amb Finn Ronne el 18 de març de 1941 i es va convertir en la primera dona nord-americana a trepitjar el continent antàrtic com a participant de l'expedició de 1946/48 que liderava el seu marit, la «Ronne Antarctic Research Expedition». Ella i Jennie Darlington, esposa del pilot cap de l'expedició, es convertirien en les primeres dones a passar l'hivern a l'Antàrtida. Van romandre-hi 15 mesos, juntament amb altres 21 membres de l'expedició, en una petita base que havien instal·lat a l'illa Stonington, a la badia Margarita.
Com a historiadora i documentalista de l'expedició, Ronne escrivia les notícies de premsa per a la North American Newspaper Alliance. També portava el diari dels assoliments de l'expedició, el qual va servir de base per al llibre del seu marit, Antarctic Conquest, publicat per Putnam el 1949; així mateix, portava un registre de les observacions sismogràfiques i de les marees. Tot i que Ronne també va treballar en les missions científiques i com a membre de la tripulació de vol en les missions d'observació i cartografia, la majoria dels seus registres i observacions es van publicar amb el nom del seu marit. Va editar els seus quatre llibres sobre l'Antàrtida a partir de les anotacions que Edith Ronne n'havia fet, tot i que el seu nom no hi figurés.

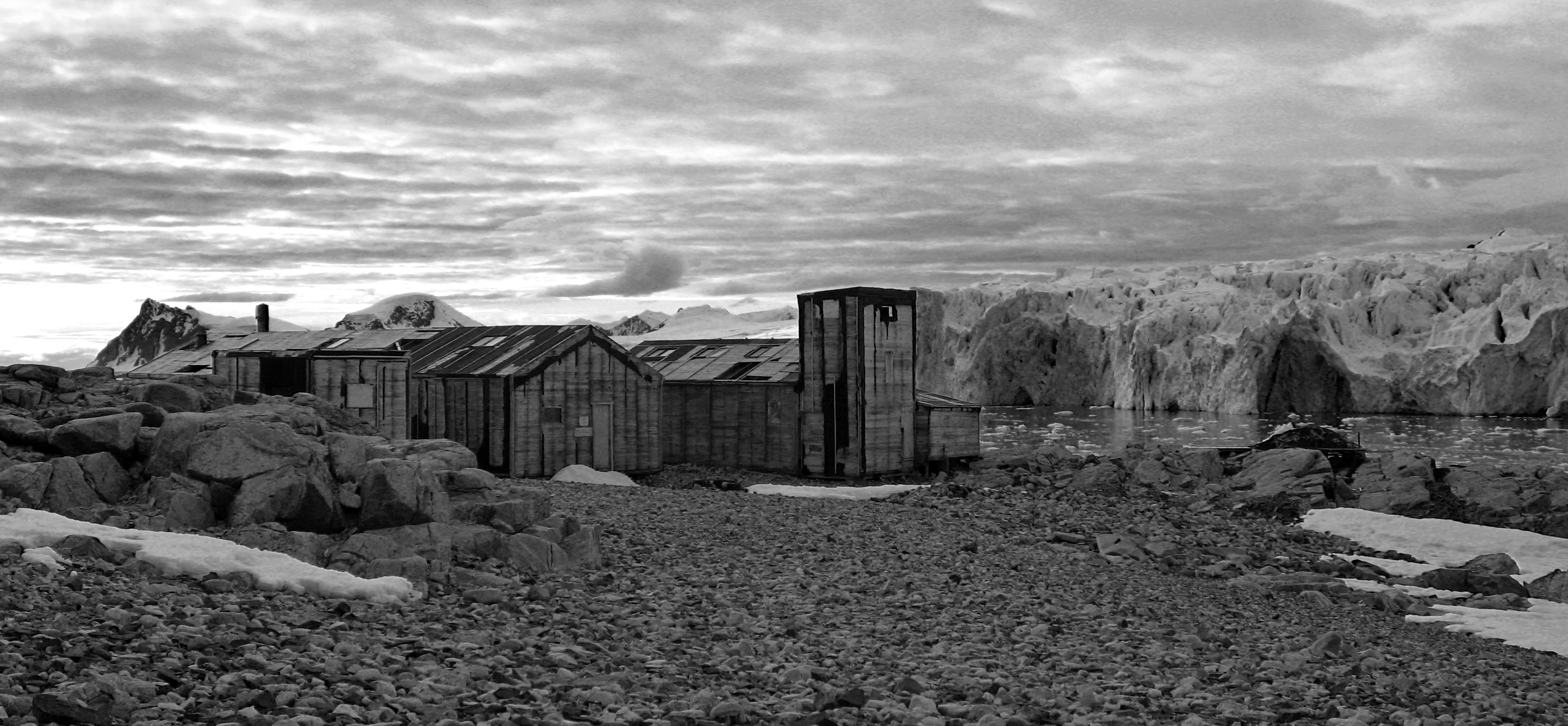
La base americana a l'illa Stonington

Edith Ronne va tornar a l'Antàrtida quinze vegades més, entre les quals en un vol al pol Sud patrocinat per la Marina dels Estats Units el 1971 per a commemorar el 60è aniversari de la conquesta del Pol Sud de Roald Amundsen, i durant un viatge el 1995 de tornada a la seva antiga base a l'illa Stonington com a conferenciant convidada en el vaixell de guerra (de tipus creuer) Explorer. Va ser membre del Club d'Exploradors i va prestar servei com a presidenta de la Society of Woman Geographers (Societat de Geògrafes) de 1978 a 1981.
Va publicar les seves memòries al 2004. I va morir el 14 de juny de 2009, als 89 anys.

## Llegat
La Terra d'Edith Ronne va ser denominada així, en honor seu, pel seu marit, que feia el mapa de l'última costa desconeguda del planeta. Quan es va determinar que el territori estava format majoritàriament per una barrera de gel, se li va canviar el nom pel de Barrera de gel d'Edith Ronne. A petició de la mateixa Edtih Ronne, l'oficina de l'United States Board on Geographic Names va eliminar el nom de fonts, de manera que la Barrera de gel Ronne mantingués la mateixa nomenclatura que l'altra gran barrera de gel del continent, és a dir, la Barrera de gel de Ross, i que així pogués commemorar tots tres exploradors Ronne, entre els quals s'inclou al seu sogre, Martin Rønne, que fou membre de l'expedició d'Amundsen al pol Sud.

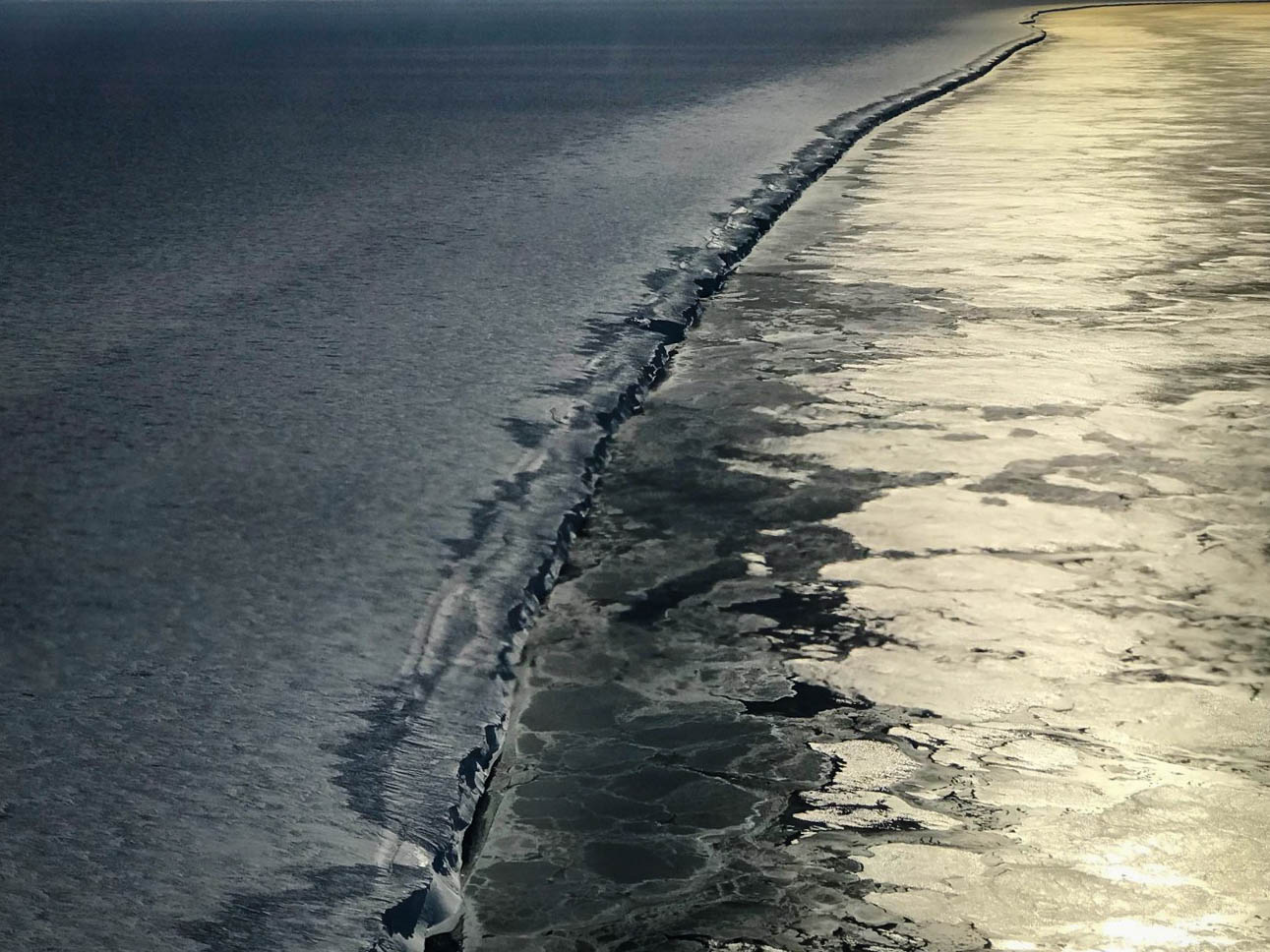
Barrera de gel Ronne, tal com es veia durant un vol de lOperació IceBridge el 4 de novembre de 2017

Ronne va ser guardonada amb el Premi especial del Columbian College (Universitat George Washington), i se li va dedicar una Secció Polar en el Museu Nacional de l'Armada dels Estats Units a Washington DC.

## Obra
- Ronne, Edith. 'Antarctica's First Lady' (2004)